# میمو پالمارا
میمو پالمارا (ایتالیایی: Mimmo Palmara؛ زادهٔ ۲۵ ژوئیه ۱۹۲۸) هنرپیشه، و صدا پیشه اهل کشور ایتالیا بود.

## قسمتی از فیلمشناسی
- سدوم و گموراه
- اسب تروآ
- غول رودس
- آخرین روزهای پمپئی
- هرکول
- اعدام
- آتیلا
- آرنا
- پسر عقاب سیاه
- آن سن شیطنت و هوسبازی
- ایزابلا، دوشس شیاطین